# Draga Mašin

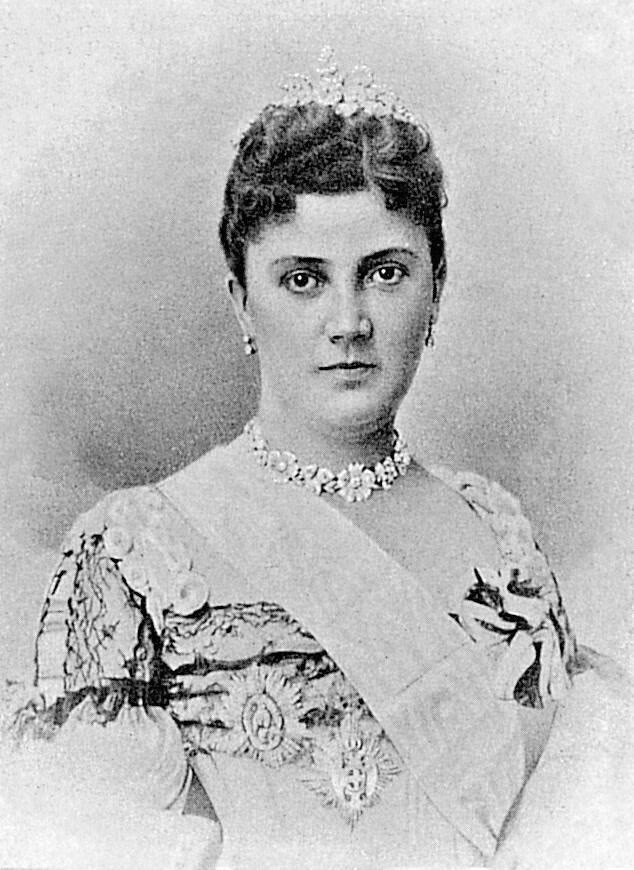
Draga Mašin

Draga Mašin, född Lunjevica 23 september 1864 i Gornji Milanovac i Furstendömet Serbien,  
död 11 juni 1903 i Belgrad i Kungariket Serbien, var drottning av Serbien 1900–1903.
Draga Mašin gifte sig 5 augusti 1900 med kung Alexander I av Serbien.

## Biografi
Draga Mašin var dotter till den lokala potentaten Panta Lunjevica och först gift med den tjeckiske civilingenjören Svetozar Mašin och sedan hovdam till Serbiens drottning Natalja Obrenović.
Äktenskapet sågs som en skandal på grund av åldersskillnaden; hon var 12 år äldre, och Alexander betraktades som en ung förälskad tok i händerna på en listig förförerska, och hans impopulära politiska beslut skylldes på hennes inflytande. Alexander förvisade sin mor för att hon motsatte sig giftermålet, och det gick rykten om att han skulle utnämna Dragas bror till tronföljare.
Den 11 juni 1903 inträngde en grupp serbiska officerare i kungapalatset ledda av Dragutin Dimitrijević, upptäckte paret i en garderob och mördade dem, varefter deras lik slängdes ut från balkongen på en gödselhög.